# Фоккенброх, Виллем Годсхалк ван

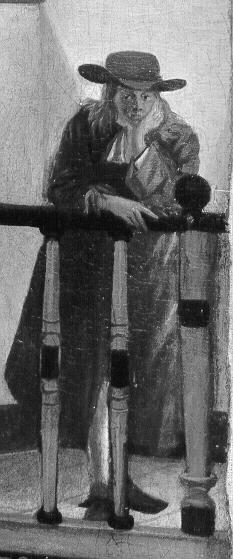
ван Фоккенброх (Эльмина, 1669)

Виллем Годсхалк ван Фоккенброх (нидерл. Willem Godschalck van Focquenbroch; крещён 26 апреля 1640, Амстердам — предположительно 14 июня 1670, Эльмина, ныне Гана) — нидерландский поэт.
Изучал медицину, в 1662 г. защитил в Утрехтском университете диссертацию «О сифилисе» (лат. De lue venerea). Однако как врач почти не практиковал. В 1668 г. нанялся в Вест-Индскую компанию и отбыл на Золотой берег (нынешняя территория Ганы) в качестве таможенного чиновника. Предположительно умер в результате какой-то эпидемии; занимаемая им должность с 14 июня 1670 г. числилась по документам компании вакантной.
С 1663 по 1669 гг. опубликовал в Амстердаме восемь книг, ещё две были изданы посмертно.